# Torbesh
Os torbesh são os macedônios eslavos muçulmanos. O nome é um tanto pejorativo e significa "carregadores de bolsas". Este é um dos nomes informais para os macedônios eslavos que se converteram ao Islã durante o período otomano. Parte desse mesmo grupo apenas com um nome diferente (Gorani) estão no Kosovo. Os torbesh não possuem uma ligação nacional sólida macedônia, nem uma identidade separada torbesh. O último censo macedônio de 2002 confirmou a profunda separação na comunidade torbesh da República da Macedônia. Os seus membros declaram a si próprios principalmente como muçulmanos macedônios.
1. ↑  Hugh, Poulton (2000). Who Are the Macedonians?. [S.l.]: Hurst & Company, London. p. 124. ISBN 9781850655343
2. ↑  Pettifer, James (1999). The new Macedonian Question. [S.l.]: Macmillan Press Ltd. p. 115. ISBN 9780230535794